# Ambai jezik
Ambai jezik (ISO 639-3: amk), jedan od 13 yapenskih jezika šire Južnohalmaherske-zapadnonovogvinejske skupine jezika koji se govori na otoku Ambai u zaljevu Cenderawasih i na južnoj obali otoka Serui.
Govori se u 10 sela; 10 100 govornika (2000). Ima tri dijalekta randawaya, ambai (wadapi-laut) i manawi. Neki govore i indonezijskim [ind]. Pismo: latinica.

## Vanjske poveznice
- Ethnologue (14th)
- Ethnologue (15th)